# Grand Prix schansspringen 2017
De Grand Prix schansspringen 2017 ging op 14 juli 2017 van start in het Poolse Wisła en eindigde op 3 oktober 2017 in het Duitse Klingenthal. De Grand Prix voor mannen bestond dit seizoen uit negen individuele wedstrijden en een wedstrijd voor landenteams. De Pool Dawid Kubacki wist de Grand Prix op zijn naam te schrijven. De Grand Prix voor vrouwen bestond dit seizoen uit vijf individuele wedstrijden. De Japanse Sara Takanashi won opnieuw de Grand Prix voor vrouwen.

## Mannen

### Kalender
| Datum      | Plaats       | Schans | Opmerking  | Eerste                                                | Tweede                                                                        | Derde                                                              |
| ---------- | ------------ | ------ | ---------- | ----------------------------------------------------- | ----------------------------------------------------------------------------- | ------------------------------------------------------------------ |
| 14/07/2017 | Wisła        | HS134  | Team Avond | Polen Piotr Żyła Kamil Stoch Dawid Kubacki Maciej Kot | Noorwegen Anders Fannemel Robert Johansson Kenneth Gangnes Daniel-André Tande | Duitsland Andreas Wank Karl Geiger Andreas Wellinger Stephan Leyhe |
| 15/07/2017 | Wisła        | HS134  | Avond      | Dawid Kubacki                                         | Maciej Kot                                                                    | Karl Geiger                                                        |
| 29/07/2017 | Hinterzarten | HS108  | Avond      | Dawid Kubacki                                         | Stephan Leyhe                                                                 | Piotr Żyła                                                         |
| 12/08/2017 | Courchevel   | HS132  | Avond      | Dawid Kubacki                                         | Maciej Kot                                                                    | Roman Koudelka Denis Kornilov                                      |
| 26/08/2017 | Hakuba       | HS131  | Avond      | Junshirō Kobayashi                                    | Kenneth Gangnes                                                               | Klemens Murańka                                                    |
| 27/08/2017 | Hakuba       | HS131  |            | Junshirō Kobayashi                                    | Ryoyu Kobayashi                                                               | Anže Lanišek                                                       |
| 09/09/2017 | Tsjaikovski  | HS140  |            | Anže Lanišek                                          | Jevgeni Klimov                                                                | Denis Kornilov                                                     |
| 10/09/2017 | Tsjaikovski  | HS140  |            | Anže Lanišek                                          | Junshirō Kobayashi                                                            | Jevgeni Klimov                                                     |
| 30/09/2017 | Hinzenbach   | HS94   |            | Dawid Kubacki                                         | Piotr Żyła                                                                    | Roman Koudelka                                                     |
| 03/10/2017 | Klingenthal  | HS140  |            | Dawid Kubacki                                         | Andreas Wellinger                                                             | Johann André Forfang                                               |

### Eindstand
| #  | Atleet             | Land | Punten |
| -- | ------------------ | ---- | ------ |
| 1  | Dawid Kubacki      | POL  | 500    |
| 2  | Anže Lanišek       | SLO  | 353    |
| 3  | Junshirō Kobayashi | JPN  | 332    |
| 4  | Maciej Kot         | POL  | 270    |
| 5  | Jevgeni Klimov     | RUS  | 232    |
| 6  | Kenneth Gangnes    | NOR  | 217    |
| 7  | Stephan Leyhe      | GER  | 216    |
| 8  | Roman Koudelka     | CZE  | 200    |
| 8  | Piotr Żyła         | POL  | 200    |
| 10 | Stefan Hula        | POL  | 175    |

## Vrouwen

### Kalender
| Datum      | Plaats                 | Schans | Opmerking | Eerste            | Tweede            | Derde                  |
| ---------- | ---------------------- | ------ | --------- | ----------------- | ----------------- | ---------------------- |
| 12/08/2017 | Courchevel             | HS96   |           | Katharina Althaus | Sara Takanashi    | Yuki Ito               |
| 18/08/2017 | Frenštát pod Radhoštěm | HS106  |           | Yuki Ito          | Lucile Morat      | Maren Lundby           |
| 19/08/2017 | Frenštát pod Radhoštěm | HS106  |           | Sara Takanashi    | Maren Lundby      | Yuki Ito               |
| 09/09/2017 | Tsjaikovski            | HS106  |           | Sara Takanashi    | Julia Kykkänen    | Irina Avvakoemova      |
| 10/09/2017 | Tsjaikovski            | HS106  |           | Sara Takanashi    | Irina Avvakoemova | Maren Lundby Maja Vtič |

### Eindstand
| #  | Atleet            | Land | Punten |
| -- | ----------------- | ---- | ------ |
| 1  | Sara Takanashi    | JPN  | 380    |
| 2  | Irina Avvakoemova | RUS  | 290    |
| 3  | Maren Lundby      | NOR  | 276    |
| 4  | Lucile Morat      | FRA  | 256    |
| 5  | Yuki Ito          | JPN  | 220    |
| 6  | Yuka Seto         | JPN  | 156    |
| 7  | Julia Kykkänen    | FIN  | 151    |
| 8  | Špela Rogelj      | SLO  | 149    |
| 9  | Maja Vtič         | SLO  | 144    |
| 10 | Juliane Seyfarth  | GER  | 139    |